# Теорема Пуанкаре о векторном поле
Теорема Пуанкаре о векторном поле (также известна как теорема Пуанкаре — Хопфа и теорема об индексе) — классическая теорема дифференциальной топологии и теории динамических систем; 
обобщение и уточнение теоремы о причёсывании ежа.
Из неё, в частности, следует, что на двумерной сфере не существует гладкого векторного поля без особых точек, а на двумерном торе — может существовать.

## Формулировка
Пусть на гладком замкнутом многообразии {\displaystyle M} определено гладкое векторное поле {\displaystyle V}, имеющее конечное число изолированных особых точек {\displaystyle A_{1},A_{2},\dots ,A_{n}}.
Тогда
{\displaystyle \sum _{i=1}^{n}J_{A_{i}}(V)=\chi (M),}
здесь {\displaystyle J_{A_{i}}(V)} — индекс точки {\displaystyle A_{i}} относительно поля {\displaystyle V} и число {\displaystyle \chi (M)} — эйлерова характеристика многообразия {\displaystyle M}.

## История
Для случая двумерных многообразий теорема была доказана Пуанкаре в 1885 году. Для многообразий произвольной размерности результат был получен Хопфом в 1926 году. 

## Вариации и обобщения
- Аналогичные теоремы были доказаны для векторных полей с неизолированными особыми точками и для многообразий с особенностями[2][3].